# Maribel Guardia
Maribel Fernández García (San José, 29 de mayo de 1959),  conocida como Maribel Guardia, es una actriz, cantante y presentadora costarricensemexicana.

## Biografía y carrera
Maribel Guardia nació en San José, el 29 de mayo de 1959. Inició su carrera como modelo participando en el certamen de Miss Costa Rica a principios del año 1978, a los 19 años de edad, donde obtuvo el título y, con ello, el derecho de representar a su país natal ese mismo año en el concurso internacional Miss Universo con sede en Acapulco, México, donde ganó el título de Miss fotogénica otorgado entonces por la prensa internacional y mexicana reunida en el evento. Por su parte, la empresa de televisión mexicana Televisa le ofreció, a raíz del reconocimiento obtenido por su participación en Miss Universo, una beca para estudiar actuación, canto y baile en la Academia de Sergio Bustamante, hoy Centro de Educación Artística. Al concluir sus estudios artísticos, no tuvo éxito incursionando en la televisión, pero sí en el teatro, actuando en Los caballeros de la mesa redonda de 1980, su primera obra.
Luego de participar en varias obras teatrales, logró incursionar en el cine mexicano de la época, debutando en 1981 con la película Como México no hay dos. Posteriormente, se convirtió en una de las actrices en formar parte del llamado cine de ficheras, cintas cuyos tópicos principales eran la comedia erótica. Consiguió consagrar su carrera en 1985, luego de que ganara una Diosa de Plata en la categoría a mejor actriz protagónica por la película Terror y encajes negros. Este éxito volvió a llamar la atención de la empresa Televisa, misma que la contrató como artista exclusiva para protagonizar varias telenovelas, la primera de ellas Seducción en 1986, a la cual siguieron muchas otras incluidas algunas infantiles.
Para 2009, interpretó al personaje de «Elena Tejero» en la obra Aventurera, producida por Carmen Salinas. En 2010, trabajó en la telenovela Niña de mi corazón. En 2011, tuvo una participación especial en la telenovela Una familia con suerte. En 2012, intervino en la telenovela Corona de lágrimas. En 2014, participó en la telenovela Muchacha italiana viene a casarse.
También incursionó en el mundo de la música, habiendo grabado cinco discos en diversos géneros y cantando en palenques y diversos teatros de México.

## Vida personal
En 1992, inició una relación con el cantante Joan Sebastian, y tres años después procrearon a Julián Figueroa, su único hijo juntos. Mientras la actriz y el cantante veían un episodio del programa Ventaneando en 1996, Juan José Origel, uno de los entonces presentadores de la emisión, comentó que había visto a Sebastian siéndole infiel a Guardia cuando lo observó bailando en un antro con la actriz Arleth Terán. Este hecho provocó la ruptura de la relación de pareja entre ambos artistas y ese mismo año se separaron. El 9 de abril de 2023, su hijo Julián falleció a los 27 años.

## Filmografía

### Telenovelas
| Año       | Telenovela                        | Papel                           |
| --------- | --------------------------------- | ------------------------------- |
| 1986      | Seducción                         | Marina                          |
| 1994      | Prisionera de amor                | Cristina                        |
| 1996-1997 | Tú y yo                           | Estela Díaz-Infante             |
| 1998-1999 | El privilegio de amar             | Ella misma                      |
| 1999      | Serafín                           | Carmen                          |
| 2000      | Amigos X Siempre                  | Lizel                           |
| 2001      | Aventuras en el tiempo            | Flor del Huerto                 |
| 2001      | Amigas y rivales                  | Ella misma                      |
| 2004      | Amy, la niña de la mochila azul   | Madre de «el Gato»              |
| 2004-2005 | Misión S.O.S. aventura y amor     | Ximena Arand                    |
| 2007      | Muchachitas como tú               | Ella misma                      |
| 2007-2008 | Al diablo con los guapos          | Rosario Ramos / Rosella di Yano |
| 2010      | Niña de mi corazón                | Pilar Alarcón de Arrioja        |
| 2011-2012 | Una familia con suerte            | Isabella Ruiz                   |
| 2012-2023 | Corona de lágrimas                | Julieta Vásquez                 |
| 2014-2015 | Muchacha italiana viene a casarse | Julieta Michel                  |
| 2020      | Te doy la vida                    | Silvia                          |
| 2022      | Albertano contra los mostros      | Dolores Durán «Lola D’Bo»       |

### Programas de televisión
| Año        | Programa               | Papel             |
| ---------- | ---------------------- | ----------------- |
| 1998       | ¿Qué nos pasa?         |                   |
| 2003       | Gran musical           | Presentadora      |
| 2003       | La década furiosa      | Presentadora      |
| 2006       | ¡Qué madre, tan padre! | Maribel Galicia   |
| 2006-2010  | Muévete / Muévete ya   | Presentadora      |
| 2007-2010  | Desmadruga2            | Presentadora      |
| 2012, 2014 | Como dice el dicho     | Varios personajes |
| 2016       | Sabadazo               | Ella Misma        |
| 2023       | Bola de locos          | Invitada          |

### Teatro
| Año     | Obra                                          | Papel         |
| ------- | --------------------------------------------- | ------------- |
| 2010-11 | Aventurera                                    |               |
| 2012    | ¡Que rico Mambo!                              |               |
| 2013    | Una pareja dispareja                          |               |
| 2014    | Rumba y Pasión                                |               |
| 2017    | Los Hombres son de Marte las Mujeres de Venus | [ 23 ] [ 24 ] |
| 2017    | Las Arpías                                    | [ 25 ]        |
| 2018    | Cleopatra metió la pata                       | [ 26 ]        |

### Cine
| Año  | Película                                                   | Papel            |
| ---- | ---------------------------------------------------------- | ---------------- |
| 1981 | Como México no hay dos                                     |                  |
| 1982 | El bronco                                                  |                  |
| 1982 | Juan Charrasqueado y Gabino Barrera, su verdadera historia |                  |
| 1983 | Pistoleros famosos II                                      |                  |
| 1984 | La muerte cruzó el río Bravo                               | Cristina         |
| 1984 | Macho que ladra no muerde                                  |                  |
| 1984 | Pedro Navaja                                               | Rosa             |
| 1985 | Vuelven los pistoleros famosos III                         |                  |
| 1985 | La pulquería ataca de nuevo                                | Querida          |
| 1985 | Terror y encajes negros                                    | Isabel Martínez  |
| 1985 | Contrato con la muerte                                     |                  |
| 1985 | De todas... todas!                                         |                  |
| 1986 | Un hombre violento                                         | Lucía Castillano |
| 1986 | Matanza en Matamoros                                       |                  |
| 1986 | La alacrana                                                |                  |
| 1987 | Relámpago                                                  | Mónica           |
| 1987 | Las traigo muertas                                         |                  |
| 1987 | Ases del contrabando                                       |                  |
| 1987 | El gato negro                                              |                  |
| 1987 | Ser charro es ser Mexicano                                 |                  |
| 1988 | Furia en la sangre                                         |                  |
| 1989 | A garrote limpio                                           |                  |
| 1989 | El rey de los taxistas                                     | Lorena           |
| 1989 | El cuatrero                                                |                  |
| 1990 | El inocente y las pecadoras                                |                  |
| 1990 | Muerto al hoyo... y el vivo también                        |                  |
| 1991 | Dónde quedó el colorado                                    |                  |
| 1991 | Perseguida                                                 |                  |
| 1991 | Mujer de cabaret                                           |                  |
| 1991 | El jinete de la divina providencia                         |                  |
| 1992 | Filtraciones                                               |                  |
| 1992 | Aquí, el que no corre...vuela                              |                  |
| 1993 | El asesino del zodiaco                                     | Lisa             |
| 1994 | Le pegaron al gordo (La Lotería II)                        |                  |
| 1994 | La pura                                                    | Pura             |
| 1994 | A ritmo de salsa                                           |                  |
| 1995 | Los cómplices del infierno                                 |                  |
| 1999 | Reclusorio III                                             |                  |

## Premios y nominaciones

### Premios Ariel
| Año  | Categoría    | Película                | Resultado |
| ---- | ------------ | ----------------------- | --------- |
| 1985 | Mejor actriz | Terror y encajes negros | Nominada  |

### Premios Bravo
| Año  | Categoría        | Programa | Resultado |
| ---- | ---------------- | -------- | --------- |
| 2007 | Mejor conductora | Muévete  | Ganadora  |

### Premios ACPT
| Año  | Categoría   | Resultado |
| ---- | ----------- | --------- |
| 2008 | Trayectoria | Ganadora  |

### Premios ACPT, La Agrupación de Críticos y Periodistas de Teatro
| Año  | Símbolo                | Obra de Teatro | Resultado |
| ---- | ---------------------- | -------------- | --------- |
| 2015 | La Dama de la Victoria | Rumba y Pasión | Ganadora  |

- 2016, Reconocimiento por Trayectoria por la Asociación de Charros de México.[33]

- 2016, Reconocimiento por Trayectoria por el Premio México en el Senado de México.[34]

### Premios Grammy Latino
| Año  | Categoría            | Disco            | Resultado |
| ---- | -------------------- | ---------------- | --------- |
| 2017 | Mejor disco de banda | Besos Callejeros | Nominada. |